# Natação nos Jogos da Commonwealth de 2018
A natação nos Jogos da Commonwealth de 2018 foi realizada no Centro Aquático Optus, em Gold Coast, na Austrália, entre 5 e 10 de julho. No total 50 eventos foram disputados, incluindo doze para atletas de elite com deficiência.

## Medalhistas
Masculino
| Evento                        | Ouro | Prata | Bronze |
| 50 metros livre detalhes      | Ben Proud ENG Inglaterra | Brad Tandy RSA África do Sul                                                                                             | Cameron McEvoy AUS Austrália                                                                                                 |
| 100 metros livre detalhes     | Duncan Scott SCO Escócia | Chad le Clos RSA África do Sul Kyle Chalmers AUS Austrália                                                               | nenhum |
| 200 metros livre detalhes     | Kyle Chalmers AUS Austrália | Mack Horton AUS Austrália                                                                                                | Duncan Scott SCO Escócia |
| 400 metros livre detalhes     | Mack Horton AUS Austrália | Jack McLoughlin AUS Austrália                                                                                            | James Guy ENG Inglaterra |
| 1500 metros livre detalhes    | Jack McLoughlin AUS Austrália | Daniel Jervis WAL País de Gales                                                                                          | Mack Horton AUS Austrália |
| 50 metros costas detalhes     | Mitch Larkin AUS Austrália | Benjamin Treffers AUS Austrália                                                                                          | Zac Incerti AUS Austrália |
| 100 metros costas detalhes    | Mitch Larkin AUS Austrália | Bradley Woodward AUS Austrália                                                                                           | Markus Thormeyer CAN Canadá                                                                                                  |
| 200 metros costas detalhes    | Mitch Larkin AUS Austrália | Bradley Woodward AUS Austrália                                                                                           | Josh Beaver AUS Austrália |
| 50 metros peito detalhes      | Cameron van der Burgh RSA África do Sul                                                                                          | Adam Peaty ENG Inglaterra                                                                                                | James Wilby ENG Inglaterra                                                                                                   |
| 100 metros peito detalhes     | Adam Peaty ENG Inglaterra | James Wilby ENG Inglaterra                                                                                               | Cameron van der Burgh RSA África do Sul                                                                                      |
| 200 metros peito detalhes     | James Wilby ENG Inglaterra | Ross Murdoch SCO Escócia                                                                                                 | Matt Wilson AUS Austrália |
| 50 metros borboleta detalhes  | Chad le Clos RSA África do Sul                                                                                                   | Dylan Carter TTO Trinidad e Tobago                                                                                       | Ryan Coetzee RSA África do Sul                                                                                               |
| 100 metros borboleta detalhes | Chad le Clos RSA África do Sul                                                                                                   | James Guy ENG Inglaterra                                                                                                 | Grant Irvine AUS Austrália                                                                                                   |
| 200 metros borboleta detalhes | Chad le Clos RSA África do Sul                                                                                                   | David Morgan AUS Austrália                                                                                               | Duncan Scott SCO Escócia |
| 200 metros medley detalhes    | Mitch Larkin AUS Austrália | Duncan Scott SCO Escócia                                                                                                 | Clyde Lewis AUS Austrália |
| 400 metros medley detalhes    | Clyde Lewis AUS Austrália | Mark Szaranek SCO Escócia                                                                                                | Lewis Clareburt NZL Nova Zelândia                                                                                            |
| 4x100 metros livre detalhes   | Cameron McEvoy James Magnussen Jack Cartwright Kyle Chalmers James Roberts* AUS Austrália                                        | David Cumberlidge Benjamin Proud Jarvis Parkinson James Guy Elliot Clogg* Cameron Kurle* ENG Inglaterra                  | Duncan Scott Jack Thorpe Kieran McGuckin Stephen Milne Scott McLay* Craig McLean* Daniel Wallace* SCO Escócia                |
| 4x200 metros livre detalhes   | Alexander Graham Kyle Chalmers Elijah Winnington Mack Horton AUS Austrália                                                       | Cameron Kurle Nicholas Grainger Jarvis Parkinson James Guy ENG Inglaterra                                                | Stephen Milne Duncan Scott Daniel Wallace Mark Szaranek SCO Escócia                                                          |
| 4x100 metros medley detalhes  | Mitch Larkin Jake Packard Grant Irvine Kyle Chalmers Jack Cartwright* David Morgan* Matt Wilson* Bradley Woodward* AUS Austrália | Luke Greenbank Adam Peaty James Guy Ben Proud Elliot Clogg* David Cumberlidge* Jacob Peters* James Wilby* ENG Inglaterra | Calvyn Justus Cameron van der Burgh Chad le Clos Brad Tandy Martin Binedell* Ryan Coetzee* Michael Houlie* RSA África do Sul |

* Participaram apenas das eliminatórias, mas receberam medalhas.
Feminino
| Evento                        | Ouro                                                                  | Prata                                                             | Bronze                                                                              |
| 50 metros livre detalhes      | Cate Campbell AUS Austrália                                           | Bronte Campbell AUS Austrália Taylor Ruck CAN Canadá              | nenhum                                                                              |
| 100 metros livre detalhes     | Bronte Campbell AUS Austrália                                         | Cate Campbell AUS Austrália                                       | Taylor Ruck CAN Canadá                                                              |
| 200 metros livre detalhes     | Taylor Ruck CAN Canadá                                                | Ariarne Titmus AUS Austrália                                      | Emma McKeon AUS Austrália                                                           |
| 400 metros livre detalhes     | Ariarne Titmus AUS Austrália                                          | Holly Hibbott ENG Inglaterra                                      | Eleanor Faulkner ENG Inglaterra                                                     |
| 800 metros livre detalhes     | Ariarne Titmus AUS Austrália                                          | Jessica Ashwood AUS Austrália                                     | Kiah Melverton AUS Austrália                                                        |
| 50 metros costas detalhes     | Emily Seebohm AUS Austrália                                           | Kylie Masse CAN Canadá                                            | Georgia Davies WAL País de Gales                                                    |
| 100 metros costas detalhes    | Kylie Masse CAN Canadá                                                | Emily Seebohm AUS Austrália                                       | Taylor Ruck CAN Canadá                                                              |
| 200 metros costas detalhes    | Kylie Masse CAN Canadá                                                | Taylor Ruck CAN Canadá                                            | Emily Seebohm AUS Austrália                                                         |
| 50 metros peito detalhes      | Sarah Vasey ENG Inglaterra                                            | Alia Atkinson JAM Jamaica                                         | Leiston Pickett AUS Austrália                                                       |
| 100 metros peito detalhes     | Tatjana Schoenmaker RSA África do Sul                                 | Kierra Smith CAN Canadá                                           | Georgia Bohl AUS Austrália                                                          |
| 200 metros peito detalhes     | Tatjana Schoenmaker RSA África do Sul                                 | Molly Renshaw ENG Inglaterra                                      | Chloé Tutton WAL País de Gales                                                      |
| 50 metros borboleta detalhes  | Cate Campbell AUS Austrália                                           | Holly Barratt AUS Austrália                                       | Madeline Groves AUS Austrália                                                       |
| 100 metros borboleta detalhes | Emma McKeon AUS Austrália                                             | Madeline Groves AUS Austrália                                     | Brianna Throssell AUS Austrália                                                     |
| 200 metros borboleta detalhes | Alys Thomas WAL País de Gales                                         | Laura Taylor AUS Austrália                                        | Emma McKeon AUS Austrália                                                           |
| 200 metros medley detalhes    | Siobhan Marie O'Connor ENG Inglaterra                                 | Sarah Darcel CAN Canadá                                           | Erika Seltenreich-Hodgson CAN Canadá                                                |
| 400 metros medley detalhes    | Aimee Willmott ENG Inglaterra                                         | Hannah Miley SCO Escócia                                          | Blair Evans AUS Austrália                                                           |
| 4x100 metros livre detalhes   | Shayna Jack Bronte Campbell Emma McKeon Cate Campbell AUS Austrália   | Alexia Zevnik Kayla Sanchez Penny Oleksiak Taylor Ruck CAN Canadá | Siobhan-Marie O'Connor Freya Anderson Anna Hopkin Eleanor Faulkner ENG Inglaterra   |
| 4x200 metros livre detalhes   | Emma McKeon Brianna Throssell Leah Neale Ariarne Titmus AUS Austrália | Penny Oleksiak Kayla Sanchez Rebecca Smith Taylor Ruck CAN Canadá | Eleanor Faulkner Siobhan-Marie O'Connor Freya Anderson Holly Hibbott ENG Inglaterra |
| 4x100 metros medley detalhes  | Emily Seebohm Georgia Bohl Emma McKeon Bronte Campbell AUS Austrália  | Kylie Masse Kierra Smith Penny Oleksiak Taylor Ruck CAN Canadá    | Georgia Davies Chloé Tutton Alys Thomas Kathryn Greenslade WAL País de Gales        |

EAD masculino
| Evento                         | Ouro                         | Prata                             | Bronze                       |
| 50 metros livre S7 detalhes    | Matthew Levy AUS Austrália   | Christian Sadie RSA África do Sul | Toh Wei Soong SGP Singapura  |
| 100 metros livre S9 detalhes   | Timothy Disken AUS Austrália | Lewis White ENG Inglaterra        | Brenden Hall AUS Austrália   |
| 200 metros livre S14 detalhes  | Thomas Hamer ENG Inglaterra  | Liam Schluter AUS Austrália       | Daniel Fox AUS Austrália     |
| 100 metros costas S9 detalhes  | Brenden Hall AUS Austrália   | Timothy Hodge AUS Austrália       | Logan Powell AUS Austrália   |
| 100 metros peito SB8 detalhes  | Timothy Disken AUS Austrália | Timothy Hodge AUS Austrália       | Blake Cochrane AUS Austrália |
| 200 metros medley SM8 detalhes | Jesse Aungles AUS Austrália  | Blake Cochrane AUS Austrália      | Philippe Vachon CAN Canadá   |

EAD feminino
| Evento                          | Ouro                             | Prata                         | Bronze                           |
| 50 metros livre S8 detalhes     | Lakeisha Patterson AUS Austrália | Morgan Bird CAN Canadá        | Abigail Tripp CAN Canadá         |
| 100 metros livre S9 detalhes    | Lakeisha Patterson AUS Austrália | Alice Tai ENG Inglaterra      | Ellie Cole AUS Austrália         |
| 100 metros costas S9 detalhes   | Alice Tai ENG Inglaterra         | Ellie Cole AUS Austrália      | Ashleigh McConnell AUS Austrália |
| 100 metros peito SB9 detalhes   | Sophie Pascoe NZL Nova Zelândia  | Paige Leonhardt AUS Austrália | Madeleine Scott AUS Austrália    |
| 50 metros borboleta S7 detalhes | Eleanor Robinson ENG Inglaterra  | Sarah Mehain CAN Canadá       | não atribuída                    |
| 200 metros medley SM10 detalhes | Sophie Pascoe NZL Nova Zelândia  | Aurélie Rivard CAN Canadá     | Katherine Downie AUS Austrália   |

## Quadro de medalhas
| Ordem | País              | Medalha de ouro | Medalha de prata | Medalha de bronze | Total |
| ----- | ----------------- | --------------- | ---------------- | ----------------- | ----- |
| 1     | Austrália         | 28              | 21               | 24                | 73    |
| 2     | Inglaterra        | 9               | 10               | 5                 | 24    |
| 3     | África do Sul     | 6               | 3                | 3                 | 12    |
| 4     | Canadá            | 3               | 11               | 6                 | 20    |
| 5     | Nova Zelândia     | 2               |                  | 1                 | 3     |
| 6     | Escócia           | 1               | 4                | 4                 | 9     |
| 7     | País de Gales     | 1               | 1                | 3                 | 5     |
| 8     | Jamaica           |                 | 1                |                   | 1     |
|       | Trindade e Tobago |                 | 1                |                   | 1     |
| 10    | Singapura         |                 |                  | 1                 | 1     |
| TOTAL | TOTAL             | 52              | 52               | 47                | 149   |